# Rocher
Rocher – miejscowość i gmina we Francji, w regionie Owernia-Rodan-Alpy, w departamencie Ardèche.
Według danych na rok 1990 gminę zamieszkiwało 260 osób, a gęstość zaludnienia wynosiła 84 osoby/km² (wśród 2880 gmin regionu Rodan-Alpy Rocher plasuje się na 1368. miejscu pod względem liczby ludności, natomiast pod względem powierzchni na miejscu 1642.).